# War Maniacs
War Maniacs è il quarto album di Brunorock. Il disco è uscito per la label tedesca MTM Records.

## Tracce
1. Breakthrough
2. Liar
3. Julia
4. Last Ride
5. In Search Of Faith
6. Forever Free (Instrumental)
7. Time To Run
8. War Maniacs
9. Touch Too Much
10. Temptations
11. Painless Skies

## Formazione
- Bruno Kraler - voce
- Bobby Altvater - chitarra
- Lino Gonzalez - chitarra
- Hogel Schulten - basso
- Dominik Huelshorst - batteria